# Chotto Matte Kudasai!
Singles de S/mileage
Please Miniskirt Post Woman
(2011) Dot Bikini
(2012)
 Chotto Matte Kudasai!  (チョトマテクダサイ!, ou Choto Mate Kudasai!) est le 9e single "major" (et 13e single au total) du groupe de J-pop S/mileage, sorti en 2012.

## Présentation
Le single, écrit, composé et produit par Tsunku, sort le 1er février 2012 au Japon sur le label hachama, un mois seulement après le précédent single du groupe, Please Miniskirt Post Woman. Il atteint la 6e place du classement des ventes de l'oricon, et reste classé pendant trois semaines. Il sort aussi en quatre éditions limitées notées "A", "B", "C", et "D", avec des pochettes différentes, une chanson en "face B" différente, et pour les trois premières un DVD différent en supplément (la "D" n'a pas de DVD). Le single sort aussi au format "Single V" (DVD contenant le clip vidéo) une semaine plus tard, le 8 février 2012.
La chanson en "face B" est une reprise de Namida Girl, chanson de Miki Fujimoto parue en 2003 sur son album Miki 1. Celle des éditions limitées "A", "B", et "C", est une nouvelle chanson, Chance Tōrai!, tandis que celle de l'édition limitée "D" est un nouveau remix des singles du groupe.
C'est le premier single de la formation à six membres du groupe, sorti après le départ d'une des anciennes, Yūka Maeda, un mois auparavant. Comme pour les précédents singles, à cette occasion est produit en distribution limitée un coffret contenant les cinq versions différentes du single CD.
La chanson-titre ne figurera que sur la compilation S/mileage Best Album Kanzenban 1 qui sort quatre mois plus tard.

## Formation
Membres du groupe créditées sur le single :
- Ayaka Wada
- Kanon Fukuda
- Kana Nakanishi
- Akari Takeuchi
- Rina Katsuta
- Meimi Tamura

## Liste des titres
Single CD, édition régulière
1. Chotto Matte Kudasai!  (チョトマテクダサイ!?)
2. Namida Girl  (涙 GIRL?) (reprise d'un titre de Miki Fujimoto)
3. Chotto Matte Kudasai! (instrumental)  (チョトマテクダサイ!...?)

Single CD, éditions limitées "A", "B", et "C"
1. Chotto Matte Kudasai!  (チョトマテクダサイ!?)
2. Chance Tōrai!  (チャンス到来!?)
3. Chotto Matte Kudasai! (instrumental)  (チョトマテクダサイ!...?)

DVD de l'édition limitée "A"
1. Chotto Matte Kudasai! (Dance Shot Ver.)  (チョトマテクダサイ!...?)

DVD de l'édition limitée "B"
1. Chotto Matte Kudasai! (Minna Shugo Ver.)  (チョトマテクダサイ!) (みんな集合 Ver.?)

DVD de l'édition limitée "C"
1. Chotto Matte Kudasai! (Dance Shot Ver. II)  (チョトマテクダサイ!...?)

Single CD, édition limitée "D"
1. Chotto Matte Kudasai!  (チョトマテクダサイ!?)
2. S/mileage Singles Gekiatsu Remix  (スマイレージ シングルス 激アツリミックス?)
3. Chotto Matte Kudasai! (instrumental)  (チョトマテクダサイ!...?)

Single V (DVD)
1. Chotto Matte Kudasai!  (チョトマテクダサイ!?) (clip vidéo)
2. Chotto Matte Kudasai! (Close-up Ver.)  (チョトマテクダサイ!...?)
3. Making Eizō  (メイキング映像?) (making of)